# Народження/Відродження (фільм)
«Народження/Відродження» — американський психологічний фільм жахів 2023 року, знятий Лаурою Мосс у її повнометражному режисерському дебюті за сценарієм Мосса та Брендана Дж. О'Браєна, натхненний романом Мері Шеллі «Франкенштейн» 1818 року. У головних ролях Марін Айрленд, Джуді Рейес, Ей Джей Лістер, Бріда Вул і Лашанз, фільм розповідає про техніка моргу, який після успішної реанімації тіла молодої дівчини повинен збирати біологічний матеріал у вагітних жінок, щоб зберегти її життя.
Прем’єра фільму «Народження/Відродження» відбулася на кінофестивалі «Санденс» 20 січня 2023 року, а 18 серпня 2023 року вийшов у прокат у США, отримавши позитивні відгуки критиків.

## Сюжет
Доктор Роуз Каспер — патологоанатом лікарні, яка віддає перевагу товариству трупів, ніж соціальній взаємодії. Вважає ідею жіночого біологічного розмноження огидною, але одержима його клінічними процесами, виношуванням матеріалів у власному тілі, щоб знайти спосіб повернути мертвих до життя.
Селі Моралес — медсестра в пологовому будинку і мати-одиначка, чиє життя обертається навколо її малолітньої, п’ятирічної дочки Ліли. Ефективна та чуйна, вона пристрасно прагне допомогти жінкам народжувати дітей у середовищі, де вони відчувають себе сильними та до них прислухаються.
Світи цих двох жінок стикаються, коли Ліла раптово помирає і потрапляє на аутопсійний стіл Роуз. Обставини смерті маленької дівчинки роблять її ідеальною кандидатурою для наступного експерименту Роуз.
Коли тіло Ліли зникає з лікарні, Селі починає підозрювати, що в цьому винна Роуз. Вона силою пробирається до квартири Роуз у Кооп Сіті та виявляє її доньку, яка реанімована в домашній лабораторії, але ледве тримається за життя. Експеримент Роуз спрацював. Вона повернула Лілу з мертвих. Однак лікування є дуже експериментальним, і продовження одужання маленької дівчинки не гарантоване.
Обидві жінки розуміють, що для того, щоб утримати Лілу живою, їм доведеться використати дуже різноманітний досвід одна одної. Вони стають на темний шлях без повернення, коли дізнаються, як далеко вони підуть, щоб захистити те, їм найдорожче.

## Акторський склад
- Марін Айрленд — Роуз[1]
- Джуді Реєс — Селі[1]
- Ей Джей Лістер — Ліла[1]
- Бріда Вул — Емілі[1]
- Монік Габріела Кернен — Ріта[1]
- Грант Гаррісон — Скотт[3]
- Лашанз — Коллін[1]
- Ріна Мехія — Полін[3]

## Виробництво
На початку 2000-х Лаура Мосс розробила концепцію історії, засновану на їхній одержимості Франкенштейном Мері Шеллі. Мосс розпочав першу чернетку з 60 сторінок, які складалися в основному з образів та сюжетних ідей. Брендан Дж. О'Брайен, їхній давній партнер по сценарію, потім окреслив сюжет і написав другу чернетку. Мосс пояснив Filmmaker : «Ми так працюємо: його чернетки надто довгі, мої — надто короткі. Ми кидаємо сцени туди-сюди, і до кінця процесу ми навіть не пам’ятаємо, хто до чого торкався. До кінця ми вже дуже одружені».  У 2018 році Cinestate ненадовго взяла участь у проекті, але сторони розійшлися через творчі розбіжності. У 2020 році сценарій був відібраний для участі в Sundance Institute Scenarists Lab. Того ж року Мосс зустрівся з Емілі Готто з Shudder, якій Мосс приписує «справжню підтримку фільму» та забезпечення фінансування . Незабаром після того, як Марін Айрленд було призначено на головну роль, Роуз, яка, на думку Мосса, «катапультувала проект вперед».  Проект отримав зелене світло в березні 2020 року, але вся робота була припинена з початком пандемії COVID-19.
За повідомленням Deadline, виробництво фільму розпочнеться до вересня 2022 року, а Мосс дебютує як режисер.  Основні зйомки проходили в Нью-Джерсі та районі Кооп Сіті в Нью-Йорку з серпня до кінця вересня 2022 року. Спеціально для фільму був створений мультфільм «Птахи-рятувальники», який з’являється на екрані кілька разів. Режисери хотіли використати популярний дитячий мультфільм Диво-домашні тварини! натомість, але дозволу не було надано, і Мосс сказав: «Ми хотіли справжній телесеріал Wonder Pets! і добрі люди з Wonder Pets! ніколи нам не передзвонили, тому що вони не хотіли мати нічого спільного з цим фільмом. . ." 

## Випуск
Прем'єра фільму «Народження/Відродження» відбулася на кінофестивалі Sundance 2023 20 січня 2023 рок . Фільм був показаний на Міжнародному кінофестивалі Fantasia 31 липня 2023 року. Був випущений ексклюзивно в кінотеатрах компанією IFC Films 18 серпня 2023 року 